# 渡辺敬夫
渡辺 敬夫（渡邉 敬夫、わたなべ たかお、1945年（昭和20年）12月25日 - ）は、日本の政治家。元福島県いわき市長（1期）。福島県議会議長（第66代）、福島県議会議員（5期）、いわき市議会議員（2期）を務めた。

## 概要
福島県いわき市生まれ。福島県立湯本高等学校、日本大学法学部政治経済学科卒業。大学卒業後は北日本自転車競技会に勤務。
1985年、いわき市議会議員選挙に出馬し、初当選を果たした。いわき市議を2期務めた後、1991年の福島県議会議員選挙に鞍替えし、当選。以後5期連続当選。地方議員時代は自由民主党に所属し、自民党福島県支部連合会政調会長や幹事長を務める。2005年、第66代福島県議会議長に就任。
2009年7月、任期途中で福島県議を辞職し、自民党を離党。同年9月13日執行のいわき市長選挙に無所属で出馬し、現職の櫛田一男を破って初当選した。同年9月28日、市長に就任。
※当日有権者数：282,207人 最終投票率：56.02%（前回比：－13.28pts）
| 候補者名 | 年齢 | 所属党派 | 新旧別 | 得票数   | 得票率 | 推薦・支持 |
| -------- | ---- | -------- | ------ | -------- | ------ | ---------- |
| 渡辺敬夫 | 63   | 無所属   | 新     | 82,131票 | 52.59% |            |
| 櫛田一男 | 72   | 無所属   | 現     | 74,044票 | 47.41% |            |

2013年9月8日に行われた市長選に日本維新の会と公明党の推薦を受けて立候補するも、元県議の清水敏男に敗れ落選。
※当日有権者数：273,142人 最終投票率：51.13%（前回比：－4.89pts）
| 候補者名   | 年齢 | 所属党派 | 新旧別 | 得票数   | 得票率 | 推薦・支持                   |
| ---------- | ---- | -------- | ------ | -------- | ------ | ---------------------------- |
| 清水敏男   | 50   | 無所属   | 新     | 55,367票 | 40.03% |                              |
| 渡辺敬夫   | 67   | 無所属   | 現     | 48,179票 | 34.83% | （推薦）日本維新の会・公明党 |
| 宇佐美登   | 46   | 無所属   | 新     | 31,402票 | 22.70% |                              |
| 五十嵐義隆 | 35   | 無所属   | 新     | 3,377票  | 2.44%  |                              |

2017年6月24日、任期満了に伴ういわき市長選挙に立候補する考えを表明した。同年9月11日に行われたいわき市長選に無所属で出馬し、37,670票を獲得したものの、無所属現職の清水に敗れ落選した。
※当日有権者数：275,079人 最終投票率：49.13%（前回比：－2.0pts）
| 候補者名 | 年齢 | 所属党派 | 新旧別 | 得票数   | 得票率 | 推薦・支持                 |
| -------- | ---- | -------- | ------ | -------- | ------ | -------------------------- |
| 清水敏男 | 54   | 無所属   | 現     | 59,814票 | 44.67% | （推薦）自民党いわき総支部 |
| 渡辺敬夫 | 71   | 無所属   | 元     | 37,670票 | 28.13% |                            |
| 宇佐美登 | 50   | 無所属   | 新     | 36,411票 | 27.19% |                            |

2019年、旭日小綬章受章。